# Wilhelm Ernst Möller
Wilhelm Ernst Möller, häufig nur Wilhelm Möller, (auch Ernst Wilhelm Möller; * 1. Oktober 1827 in Erfurt; † 8. Januar 1892 in Kiel) war ein deutscher lutherischer Theologe, Kirchenhistoriker und Hochschullehrer.

## Leben
Möller war Sohn des Geistlichen Johann Friedrich Möller. Nachdem sein Vater Generalsuperintendent in Magdeburg wurde, besuchte Möller das dortige Gymnasium, das er 1847 abschloss. Er ging im selben Jahr zum Studium der Theologie an die Universität Berlin, wechselte 1849 an die Universität Halle und anschließend für drei Semester an die Universität Bonn. In Koblenz bestand er am 20. Oktober 1851 das theologische Examen mit „sehr gut“. 1852 nahm er das Studium in Halle wieder auf und am 18. Januar 1854 erfolgte dort mit der Schrift Gregorii Nysseni de natura hominis doctrina: ill. et cum Origeniana comparata seine Promotion zum Lic. theol. sowie kurz darauf, am 6. März 1854, seine Habilitation für die Fächer Neues Testament und Kirchengeschichte. In dieser Zeit begann er seine Mitarbeit an der Realenzyklopädie für protestantische Theologie und Kirche (RE), zu der er eine große Zahl an Artikeln beitrug. Nachdem er bereits vier Jahre als Privatdozent an der Universität Halle gelehrt hatte und zugleich in dieser Zeit keine Aussicht auf Beförderung in ein Professorenamt bestand, unterzog er sich der zweiten theologischen Prüfung in Magdeburg, die er mit „vorzüglich“ bestand. Trotzdem konnte ihm zunächst keine Pfarrei übertragen werden und er lehrte noch bis 1862 als Privatdozent an der Hochschule in Halle.
Möller wurde 1863 Pfarrer der Gemeinde in Grumbach bei Langensalza und erhielt noch im selben Jahr die theologische Ehrendoktorwürde (D. theol.) der Universität Greifswald verliehen. In seiner Zeit als Seelsorger war er zugleich weiter schriftstellerisch aktiv. Neben Monographien und Lexikonartikeln entstanden eine Reihe von Aufsätzen. Auch war er Mitarbeiter an der Allgemeinen Deutschen Biographie (ADB). 1869 wechselte er als Pfarrer nach Oppin. Sein Werk über Osiander, für das er auch Archivstudien in Königsberg in Preußen betrieben hatte, machte erneut auf ihn aufmerksam und er erhielt 1873 einen Ruf als Nachfolger von Nikolaus Thomsen als ordentlicher Professor der Kirchengeschichte an die Universität Kiel. Er nahm den Ruf an und 1881 hatte er dort das Amt des Rektors der Universität inne. Nachdem seine Vorgänger die Gründung verhinderten, ließ er 1881 die Gründung des Vereins Deutscher Studenten Kiel zu. Auch in Kiel war er weiter regelmäßig als Prediger tätig.
Möller wurde am 10. November 1883 mit der philosophischen Ehrendoktorwürde der Universität Halle (Dr. phil. h. c.) ausgezeichnet. Aufgrund eines Nierenleidens wurde er im Sommer 1891 emeritiert und schließlich im November 1891 zum Geheimen Konsistorialrat ernannt.
Die Schriftstellerin Lina Walther war seine Schwester.

## Werke (Auswahl)
- Gregorii Nysseni de natura hominis doctrina: ill. et cum Origeniana comparata. Heynemann, Halle 1854.
- Geschichte der Kosmologie in der griechischen Kirche bis auf Origenes: mit Specialuntersuchungen über die gnostischen Systeme. Fricke, Halle an der Saale 1860.
- Andreas Osiander: Leben und ausgewählte Schriften. Fridrichs, Elberfeld 1870.
- Lehrbuch der Kirchengeschichte. 3 Bände. Mohr, Freiburg im Breisgau 1889–1893 (letzter Band durch Gustav Kawerau herausgegeben).